# VR-Baureihe Hr1
Die Baureihe Hr1 waren Schnellzug-Schlepptenderlokomotiven der Finnischen Staatsbahn Valtionrautatiet (VR) mit der Achsfolge 2'C1'. Die Lokomotiven wurden ab 1937 von Lokomo in Tampere entwickelt und gebaut. Die ersten Exemplare wurden zunächst als Baureihe P1 bezeichnet.

## Geschichte
Die Baureihe Hr1 war die größte finnische Schnellzugdampflok und die einzige Pacific-Lokomotive der VR. Sie wurde nach zwei 1937 von Lokomo gelieferten Vorausexemplaren ab 1939 in mehreren kleinen Serien gebaut.
Im Oktober 1942 führte die VR ein neues Bezeichnungssystem ein. Dort wurden die bisher als P1 bezeichneten Lokomotiven in die neue Baureihe Hr1 einsortiert. Mit Ausnahme von acht Loks, die 1955 die ebenfalls in Tampere ansässige Lokomotivfabrik Tampella lieferte, wurden alle Loks von Lokomo erbaut. Die letzten zwei Lokomotiven wurden 1957 geliefert, zusammen mit vier Loks der Baureihe Tr1 waren sie die letzten an die VR gelieferten Dampfloks. Im Unterschied zu den ersten 20 Loks, die große Wagner-Windleitbleche erhielten, bekamen die letzten beiden Exemplare die kleinen Witte-Windleitbleche. Nach dem früheren finnischen Staatspräsidenten Pehr Evind Svinhufvud, der den Spitznamen „Ukko Pekka“ (auf Deutsch „Alter Peter“) trug, wurde die Baureihe Hr1 ebenfalls mit diesen Kosenamen bedacht.

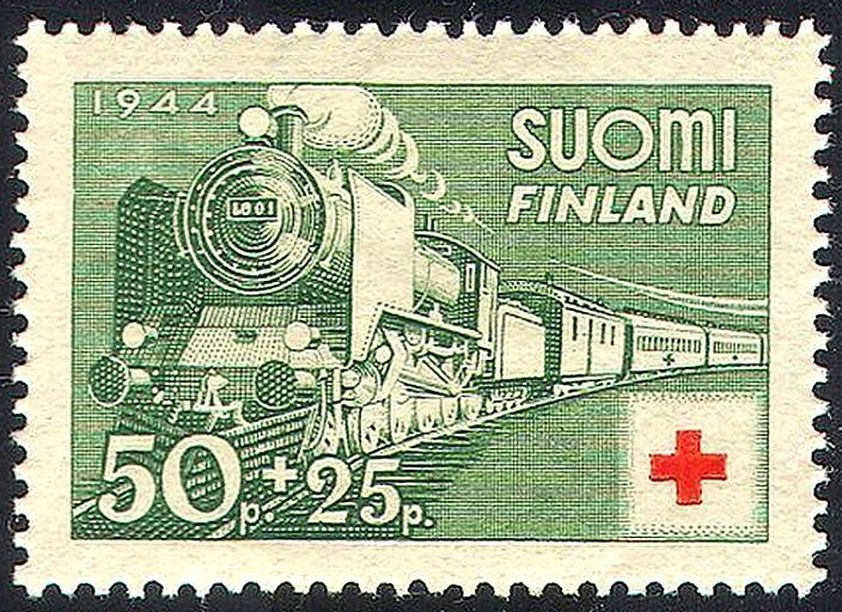
Eine Hr1 auf einer Briefmarke der finnischen Post von 1944

Ursprünglich für Kohlefeuerung vorgesehen, wurden die Hr1 nach dem Krieg zeitweise mit Holz gefeuert. In den Jahren von 1947 bis 1952 ließ die VR insgesamt 10 ihrer Dampfloks auf Ölfeuerung umbauen, dazu gehörte mit der Nummer 1005 auch eine Lok der Baureihe Hr1. Bis zur Einführung der Dieselloks der Baureihe Hr12 in den Jahren ab 1959 war die Hr1 die wichtigste Lok für die Schnellzüge der VR. Bis 1971 wurden alle Exemplare offiziell ausgemustert, 1974 allerdings für kurze Zeit nochmals zwei Loks eingesetzt.
1939 plante auch die lettische Staatsbahn Latvijas Valsts Dzelzsceļi die Beschaffung von fünf Loks der Baureihe P1, die zwei neue Schnellzugpaare Daugavpils – Riga – Liepāja bespannen sollten. Die sowjetische Okkupation Lettlands im Jahr 1940 verhinderte die Realisierung des Vorhabens.

## Eisenbahnunglück von Kuurila
Die Hr1 1005 war in das schwerste Zugunglück der VR in Friedenszeiten verwickelt, als sie am 15. März 1957 bei Kuurila vor einem nach Helsinki fahrenden Nachtzug mit einem in Richtung Norden fahrenden Triebwagenzug der Baureihe Dm4 zusammenstieß. Das Unglück forderte 26 Tote und über 50 Verletzte, die Lokomotive wurde nur geringfügig beschädigt und wieder repariert.

## Verbleib
Da die VR auch nach Ende des offiziellen Dampflokeinsatzes 1975 insgesamt 250 Loks verschiedener Baureihen bis in die 1980er Jahre als strategische Reserve aufbewahrte, blieben von der Hr1 die Mehrzahl aller gebauten Exemplare erhalten. Sie befinden sich in Museen, bspw. dem Eisenbahnmuseum in Hyvinkää, mit mehreren Exemplaren im Dampflokpark Haapamäki, oder bei Museumsbahnen. Die letztgebaute Hr1 1021 wird durch die VR als Museumslokomotive eingesetzt. Mit den Lokomotiven 1006, 1007, 1013, 1015, 1017 und 1018 wurden bislang lediglich sechs der Lokomotiven verschrottet. Die Maschine 1003 steht als teilweise aufgeschnittenes Ansichtsexemplar in Haapamäki.
Zwei Lokomotiven wurden aus Finnland in das Vereinigte Königreich gebracht. Die Lokomotive 1016 wurde 1995 von einem britischen Eisenbahnfan erworben und nach Großbritannien transportiert. Seit 2013 ist die Lokomotive betriebsfähig und in der Nähe von Windsor auf einem kurzen Gleisabschnitt mit 1524 mm Spurweite eingesetzt. Die Lokomotive 1008 steht in schlechtem Zustand bei der Epping Ongar Railway.

## Liste der Lokomotiven
| Nr.  | Hersteller | Baujahr | Baunummer | Standort                                                                    | Bild | Anmerkungen |
| ---- | ---------- | ------- | --------- | --------------------------------------------------------------------------- | ---- | --- |
| 1000 | Lokomo     | 1939    | 129       | Dampflokpark Haapamäki, Keuruu                                              |      | |
| 1001 | Lokomo     | 1937    | 119       | Im 2018 geschlossenen Ausbesserungswerk Hyvinkää                            |      | ursprüngliche Ukko-Pekka |
| 1002 | Lokomo     | 1937    | 120       | Dampflokpark Haapamäki                                                      |      | Ellen |
| 1003 | Lokomo     | 1939    | 130       | Dampflokpark Haapamäki                                                      |      | Schnittmodell im Dampflokpark Haapamäki |
| 1004 | Lokomo     | 1939    | 131       | Dampflokpark Haapamäki                                                      |      | Museumsfahrten 1981–1990. Wurde im finnischen Film Pikajuna pohjoiseen verwendet.                                                                                      |
| 1005 | Lokomo     | 1940    | 132       | Dampflokpark Haapamäki                                                      |      | Beteiligt am Eisenbahnunfall von Kuurila am 15. März 1957 |
| 1006 | Lokomo     | 1948    | 155       |                                                                             |      | Im Herbst 2004 in Haapamäki verschrottet |
| 1007 | Lokomo     | 1948    | 156       |                                                                             |      | Im Januar 2012 in Karis verschrottet |
| 1008 | Lokomo     | 1948    | 157       | Ongar, Essex, England                                                       |      | Wurde im finnischen Film Ratavartijan kaunis Inkeri verwendet |
| 1009 | Lokomo     | 1948    | 158       | Bahnbetriebswerk Kouvola (17. November 2012–)                               |      | Dampfzugfahrten seit 1993 durch die Gesellschaft Höyryveturimatkat 1009 Oy                                                                                             |
| 1010 | Lokomo     | 1949    | 159       | Dampflokpark Haapamäki                                                      |      | |
| 1011 | Lokomo     | 1949    | 160       | Transtech, Otanmäki, Kajaani                                                |      | |
| 1012 | Tampella   | 1955    | 942       | Oulainen                                                                    |      | War 1968 am Eisenbahnunglück von Pajujärvi beteiligt. |
| 1013 | Tampella   | 1955    | 943       |                                                                             |      | Im Herbst 2004 in Haapamäki verschrottet |
| 1014 | Tampella   | 1955    | 944       | Dampflokpark Haapamäki                                                      |      | |
| 1015 | Tampella   | 1955    | 945       |                                                                             |      | 1986 in Ruosniemi verschrottet. |
| 1016 | Tampella   | 1955    | 946       | Enfield, England                                                            |      | Lady Patricia, in fahrbereitem Zustand |
| 1017 | Tampella   | 1955    | 947       |                                                                             |      | 1986 in Ruosniemi verschrottet. |
| 1018 | Tampella   | 1955    | 948       |                                                                             |      | 1986 in Ruosniemi verschrottet. |
| 1019 | Tampella   | 1955    | 949       | Dampflokpark Haapamäki                                                      |      | |
| 1020 | Lokomo     | 1957    | 474       | Dampflokpark Haapamäki (29. August 1987–)                                   |      | Die beiden neuesten Lokomotiven (1020 und 1021) wurden im Frühjahr 1974 vorübergehend auf dem Streckenabschnitt Seinäjoki–Vaasa im Personenzugbetrieb eingesetzt.      |
| 1021 | Lokomo     | 1957    | 475       | Pasila, Helsinki (14. Juli 1994 – 14. Juni 2012) Riihimäki (14. Juni 2012–) |      | Museumslokomotive im Besitz von VR. Betriebsfähig 1996–2019 und seit 2022. Lokomotive des letzten planmäßigen mit Dampflokomotiven gezogenen Personenzugs in Finnland. |